# Howard Duff
Pour les articles homonymes, voir Duff.
Howard Duff, né le 24 novembre 1913 à Bremerton (Washington) et mort le 8 juillet 1990 à Santa Barbara, est un acteur américain de cinéma et de télévision. Il est notamment resté dans les mémoires pour son interprétation du shérif Titus Semple dans la série Flamingo Road et l'avocat de Dustin Hoffman dans Kramer contre Kramer.

## Biographie
Howard Duff commença sa carrière en tant qu'acteur à la radio en 1946 et obtint son premier rôle au cinéma en 1947 dans les Démons de la liberté. Après avoir enchainé des seconds rôles plus ou moins importants au cinéma, il commence une carrière télévisuelle en 1957 avec son épouse Ida Lupino dans la comédie Mr. Adams and Eve. Il enchaine ensuite les séries comme Dante (1960-1961) où il joue le rôle de Willie Dante puis Brigade criminelle (1966-1969) où il joue le rôle du sergent Sam Stone.
Dans les années 1970, il tourne dans de nombreux téléfilms et apparait comme guest star dans de nombreuses séries télévisées comme Matt Helm, Les Rues de San Francisco, Mannix ou l'Île fantastique. Il joue des seconds rôles dans quelques films importants comme Un mariage où il interprète le docteur Jules Meecham et Kramer contre Kramer où il joue le rôle de l’avocat John Shaunessy.
Durant les années 1980, il est surtout remarqué pour son interprétation du shérif Titus Semple dans la série Flamingo Road. Il tourne comme guest star dans plusieurs séries comme Magnum, Simon et Simon, Arabesque, Dallas, La croisière s'amuse...
En 1987, il interprète le rôle du sénateur William « Billy » Duvall dans le film Sens unique, son dernier film.
En 1985 et 1990, il interprète le rôle de l'homme d'affaires Paul Galveston pendant dix épisodes de la série Côte Ouest, celui de Mangiacavallo dans un épisode de la série Golden Girls. Ce furent ses derniers rôles car il meurt peu de temps après d'une crise cardiaque le 8 juillet 1990.

## Vie personnelle
Après une relation tumultueuse avec Ava Gardner (qui interpréta plus tard sa veuve dans Côte Ouest), il a épousé Ida Lupino en 1951 avec qui il a une fille, Bridget, née en 1952. Séparés en 1966, ils ne divorceront que 18 ans plus tard, en 1984. Il s'est remarié en 1986.

## Filmographie

### Cinéma
- 1947 : Les Démons de la liberté (Brute Force) de Jules Dassin : Robert 'Soldier' Becker
- 1948 : La Cité sans voiles (The Naked City) de Jules Dassin : Frank Niles
- 1948 : Ils étaient tous mes fils (All my Sons) de Irving Reis : George Deever
- 1949 : The Life of Riley (en) d'Irving Brecher (en) : Voix de Sam Spade à la radio
- 1949 : Le Mustang noir (Red Canyon) de George Sherman : Lin Sloane
- 1949 : Entrée illégale (Illegal Entry) de Frederick de Cordova : Bert Powers
- 1949 : La Fille des prairies (Calamity Jane and Sam Bass) de George Sherman : Sam Bass
- 1949 : Johnny Stool Pigeon de William Castle : George Morton
- 1950 : L'Araignée (Woman in Hiding) de Michael Gordon : Keith Ramsey
- 1950 : Chasse aux espions (Spy Hunt) de George Sherman : Steve Quain
- 1950 : Reportage fatal (Shakedown) de Joseph Pevney : Jack Early
- 1951 : The Lady from Texas (en) de Joseph Pevney : Dan Mason
- 1952 : Ville d'acier (Steel Town) de George Sherman : Jim Denko
- 1952 : Models Inc. (en) de Reginald Le Borg : Lennie Stone
- 1953 : Roar of the Crowd de William Beaudine : Johnny Tracy
- 1953 : Enquête dans l'espace (Spaceways) de Terence Fisher: Dr Stephen Mitchell
- 1953 : Jennifer de Joel Newton : Jim Hollis
- 1954 : Tanganyika d'André de Toth : Dan Harder McCracken
- 1954 : Ici brigade criminelle (Private Hell 36) de Don Siegel : Jack Farnham
- 1954 : La Montagne jaune (The Yellow Mountain) : Pete Menlo
- 1955 : Femmes en prison (Women's Prison) de Lewis Seiler : Dr Crane
- 1956 : La Femme du hasard (Flame of the Islands) d'Edward Ludwig : Doug Duryea
- 1956 : Blackjack Ketchum, Desperado : Tom 'Blackjack' Ketchum
- 1956 : The Broken Star : Député Frank Smeed
- 1956 : La Cinquième Victime (While the City Sleeps) de Fritz Lang : Lt. Burt Kaufman
- 1957 : Sierra Stranger : Jess Collins
- 1959 : La Congiura dei Borgia
- 1962 : Garçonnière pour quatre (Boys' Night Out) de Michael Gordon : Doug Jackson
- 1962 : Foudres sur Babylone (Le Sette folgori di Assur) de Silvio Amadio : Sardanapolo
- 1968 : Panic in the City : Dave Pomeroy
- 1977 : Le chat connaît l'assassin (The Late Show) de Robert Benton : Harry Regan
- 1978 : Un mariage (A Wedding) de Robert Altman : Dr Jules Meecham
- 1979 : Kramer contre Kramer (Kramer vs. Kramer) de Robert Benton : John Shaunessy
- 1980 : Double Negative de George Bloomfield : Lester Harlan
- 1980 : Oh, God! Book 2 de Gilbert Cates : Dr Benjamin Charles Whitley
- 1987 : Monster in the Closet de Bob Dahlin : Père Finnegan
- 1987 : Sens unique (No Way Out) de Roger Donaldson : Senateur William 'Billy' Duvall
- 1991 : Dernières Volontés (Too Much Sun) de Robert Downey Sr. : O.M.

### Télévision
- 1954 : The Whistler (série télévisée) : Ernie Madden
- 1955 : Science Fiction Theatre (série télévisée) : Dr Tom Matthews
- 1955-1956 : The Star and the Story (en) (série télévisée) : Malcolm Rainey / Det. Lt. Tom Preston
- 1955-1956 : Climax! (série télévisée) : Dr John C. Clark
- 1956 : Front Row Center (série télévisée) : Phil Nyack
- 1956 : Studio 57 (série télévisée) : Matt
- 1957-1958 : Mr. Adams and Eve (série télévisée) : Howard Adams
- 1959 : Bonanza (série télévisée) : Samuel Clemens/Mark Twain
- 1959 : Alcoa Theatre (série télévisée) : Joe Kane
- 1960 : La quatrième dimension (The Twilight Zone) (série télévisée) : Arthur Curtis/Gerry Reagan
- 1960-1961 : Dante (en) (série télévisée) : Willie Dante
- 1962 : Bus Stop (série télévisée) : Steve Martyck
- 1962 : Combat ! (Combat!) (série télévisée) : Hobey Jabko
- 1962 : Suspicion (The Alfred Hitchcok Hour) (série télévisée) : Peter Harding
- 1963 : Sam Benedict (série télévisée) : Gregory Tyler
- 1963 : Arrest and Trial (en) (série télévisée) : Robert Forbes
- 1963-1964 : L'Homme à la Rolls (Burke's Law) (série télévisée) : Lou Cole / Charlie January
- 1963 et 1971 : Le Virginien (The Virginian) (série télévisée) : Ed Frazer / Stuart Masters
- 1964 : Calhoun: County Agent (Téléfilm) : Sid Rayner
- 1964 : The Eleventh Hour (en) (série télévisée) : Harold Baker
- 1965 : The Rogues (série télévisée) : G. Carter Huntington
- 1965 : Mr. Novak (série télévisée) : Joe Stillman
- 1966 : Les Espions (I Spy) (série télévisée) : Sean
- 1966 et 1968 : Batman (série télévisée) : Det. Sgt. Sam Stone / Cabala
- 1966-1969 : Brigade criminelle (Felony Squad) (Série TV) : Det. Sgt. Sam Stone
- 1967 et 1969 : Insight (Série TV) : Simon
- 1969 : The Bold Ones: The New Doctors (Série TV) : Henry Speiser
- 1969 : D.A. : Murder One (Téléfilm) : Lynn D. Compton
- 1969 : Judd for the Defense (Série TV) : Det. Sgt. Sam Stone
- 1970 : L'immortel (The Immortal) (Série TV) : Arthur Cameron
- 1970 : Les Règles du jeu (The Name of the Game) (Série TV) : Wally Cook
- 1971 : In Search of America (en) (Téléfilm) : Ray Chandler
- 1971 : Tuer n'est pas jouer (A Little Game) (Téléfilm) : Dunlap
- 1971 : Opération danger (Alias Smith and Jones) (Série TV) : Georges Fendler
- 1971 : Le Virginien saison 9 épisode 22 (The Town Killer) : Stuart Masters
- 1972 : Night Gallery (Série TV) : Arthur Porter
- 1972 : Le coup (The Heist) (Téléfilm) : Lieutenant Nicholson
- 1972 : Médecins d'aujourd'hui (Medical Center) (Série TV) : Matt McKinnon
- 1973 : Snatched (Téléfilm) : Duncan Wood
- 1973 : La Nouvelle Équipe (The Mod Squad) (Série TV) : Walter Graham
- 1973 : Search (Série TV) : Dr Jamison
- 1973 : Mannix (Série TV) : Chef Harry Dekken
- 1973 : Faraday and Company (Série TV) : Clark Sanford
- 1973 : Shaft (Série TV) : Tom Oliver
- 1973-1977 : Police Story (Série TV) : Harry Blodgett / Sgt. Virgil Devereux / Sgt. Al Butler / Lt. Hyatt / Lieutenant Blodgett
- 1974 : Kung Fu (Série TV) : Noah Fleck / Mr. Jenkins
- 1974 : McMillan (série télévisée) (McMillan & Wife) (Série TV) : Max Abbott
- 1975 : Medical Story (Série TV) : Roger Graham
- 1976 : Matt Helm (Série TV) : Dan Mallory
- 1976 : Ellery Queen, à plume et à sang (Ellery Queen) (Série TV) : Eddie Morgan/Emile Morganstern
- 1976 : Les Rues de San Francisco (The Streets of San Francisco) (Série TV) : Larry Dobbs
- 1977 : Deux cent dollars plus les frais (The Rockford Files) (Série TV) : Edward J. Marks
- 1977 : In the Glitter Palace (Téléfilm) : Raymond Dawson Travers
- 1977 : Lanigan's Rabbi (Série TV) : Cyrus Hollister
- 1978 : Switch (Série TV) : Ira Larkin
- 1978 : L'Île fantastique (Fantasy Island) (Série TV) : Douglas Shane
- 1978 : The Hardy Boys/Nancy Drew Mysteries (Série TV) : Lt. Martinelle
- 1978 : Ski Lift to Death (Téléfilm) : Ben Forbes
- 1978 : Battered  de Peter Werner  (Téléfilm) : Bill Thompson
- 1979 : Lou Grant (Série TV) : Wild Man Moran
- 1979-1980 : Young Maverick (Série TV) : Herman Rusk
- 1980 : Valentine Magic on Love Island (Téléfilm) : A.J. Morgan
- 1980 : Drôles de dames (Charlie's Angels) (Série TV) : Harrigan
- 1980 : The Dream Merchants (Téléfilm) : Charles Slade
- 1980-1982 : Flamingo Road (Série TV) : Sheriff Titus Semple
- 1981 : À l'est d'Eden (East of Eden) (Série Tv) : Jules Edwards
- 1982 : The Wild Women of Chastity Gulch (Téléfilm) : Colonel Samuel Isaacs
- 1982 : La croisière s'amuse (The Love Boat) (Série TV) : Glen Leciter
- 1983 : Hôpital St Elsewhere (Série TV) : Herbie
- 1983 : Mystère et bas nylon (This Girl for Hire) (Téléfilm) : Wolfe Macready
- 1984 : Arabesque ( Murder She Wrote) (Série TV) : Ralph/Stephen Earl
- 1984 et 1985 : Hôtel (Série TV) : Byron Comstock / Adam Korsak
- 1984-1985 et 1990 : Côte Ouest (Knots Landing) (Série TV) : Paul Galveston
- 1985 : Délit de fuite (en) (Love on the Run) de Gus Trikonis (Téléfilm) : Lionel Rockland
- 1985 et 1987 : Les deux font la paire (Scarecrow and Mrs. King) (Série TV) : Capt. Harry Thornton
- 1987 : Les Roses rouges de l'espoir (Roses Are for the Rich) (Téléfilm) : Denton
- 1988 : Dallas (série télévisée) : Sen. Henry Harrison O'Dell
- 1988 : Magnum (série télévisée) : Capitaine Thomas Sullivan Magnum
- 1988 : Les Orages de la guerre (War and Remembrance) (série télévisée) : William Tuttle
- 1988 : Simon et Simon (série télévisée) : Det. Travis
- 1989 : The Ed Begley Jr. Show (série télévisée) : Conseiller Slaney
- 1989 : Settle the Score (Téléfilm) : Cy Whately
- 1990 : Jack Killian, l'homme au micro (Midnight Caller) (série télévisée) : Montgomery Carson
- 1990 : Les Craquantes (The Golden Girls) (série télévisée) : Mangiacavallo